# Ballybay
Ballybay (in irlandese: Béal Átha Beithe) è una cittadina nella contea di Monaghan, in Irlanda.